# Ryszard Parulski
Ryszard Władysław Parulski, född 9 mars 1938 i Warszawa, död 10 januari 2017 i Warszawa, var en polsk fäktare.
Parulski blev olympisk silvermedaljör i florett vid sommarspelen 1964 i Tokyo.